# Roter Buntbarsch
Der Rote Buntbarsch (Rubricatochromis bimaculatus (Synonym: Hemichromis bimaculatus)) ist ein Buntbarsch aus Westafrika, der 1862 von Theodore Nicholas Gill beschrieben wurde.

## Vorkommen und Lebensraum
Rubricatochromis bimaculatus kommt im Küstengebiet Westafrikas vor. Vom Fluss Senegal bis in den Osten zum Turkanasee bewohnt er Wald- und Savannengewässer und dringt auch durch Flussmündungen ins Brackwasser vor. Fließende oder freie Seezonen bewohnt er nicht. Die Wassertemperatur beträgt 24–26 °C. Zudem ist das Wasser relativ weich (10–12 °dH) und neutral bis leicht basisch (pH 7,0–7,5). Der rote Buntbarsch bewohnt außerdem gerne trübes, sedimentiertes Wasser.

## Merkmale
Die Länge des Fisches beträgt ca. 15 cm.

## Sexualverhalten und Brut
Während der Laichzeit ist das Männchen eher braunrot, während das Weibchen leuchtend rot ist. Das Weibchen legt ca. 500 Eier und klebt diese auf eine sorgfältig gesäuberte feste Unterlage. Nach einer drei- bis fünftägigen Inkubation schlüpfen die Jungfische. Männchen und Weibchen verteidigen abwechselnd das Revier und kümmern sich um die Brut. Auch Welse werden bei der Revierpflege verjagt bzw. angegriffen.

## Haltung als Zier- und Zuchtfisch
Der Rote Buntbarsch wird in Mitteleuropa als Zierfisch gehalten. Der Fisch ist, wie viele andere Buntbarsche, aggressiv gegenüber der eigenen und anderen Arten und kann daher nicht ohne Einschränkungen in Gesellschaftsbecken gehalten werden. Bei genügend Platz (ca. 200 Liter für ein Paar) und einer ausreichenden Strukturierung des Beckens ist die Vergesellschaftung möglich.